# Fauvel AV.22
Die Fauvel AV.22 ist ein zweisitziges schwanzloses als Mitteldecker ausgelegtes Segelflugzeug, das in den 1950er-Jahren von Charles Fauvel entworfen wurde. Die Bezeichnung „AV“ steht für „Aile Volante“ (wörtlich „fliegender Flügel“, mit der Bedeutung Nurflügelflugzeug).

## Technik

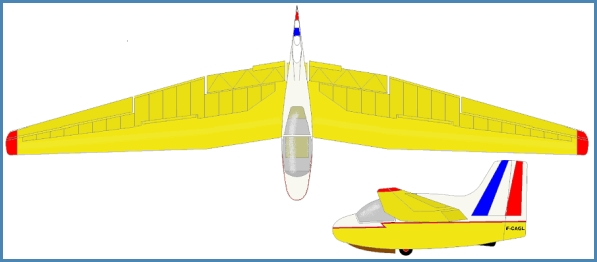
Doppelsitzer AV.22 (1956)

Die zweisitzige Holzkonstruktion mit teilweiser Stoffbespannung besteht aus einem tropfenförmigen kurzen Rumpf und einem leicht vorgepfeilten Rechteck-Trapezflügel mit dem S-Schlag-Profil Fauvel F2 17 %. Das Höhenruder befindet sich am Innenflügel. Das Seitenleitwerk ist anders als bei der Fauvel AV.36 mittig angebracht. Die Querruder befinden sich am trapezförmigen Außenflügel. Zusätzlich hat der Flügel noch Bremsklappen im Bereich zwischen den Höhen- und Querrudern. Der Sperrholzrumpf ist relativ hoch, um dem Lehrer/Fluggast für eine bessere Sicht nach vorne eine leicht erhöhte Sitzposition zu ermöglichen. Fauvel hatte das Flugzeug u. a. für eine Ausschreibung als Standard-Schulflugzeug für die französischen Fliegerclubs entworfen. Allerdings gewann die Wassmer WA-30 „Bijave“ diesen Wettbewerb. Dennoch verfügt die AV.22 über angenehme Flugeigenschaften.
Sechs wurden gebaut, sofern bekannt fliegen davon noch zwei.

## AV.221 und AV.222

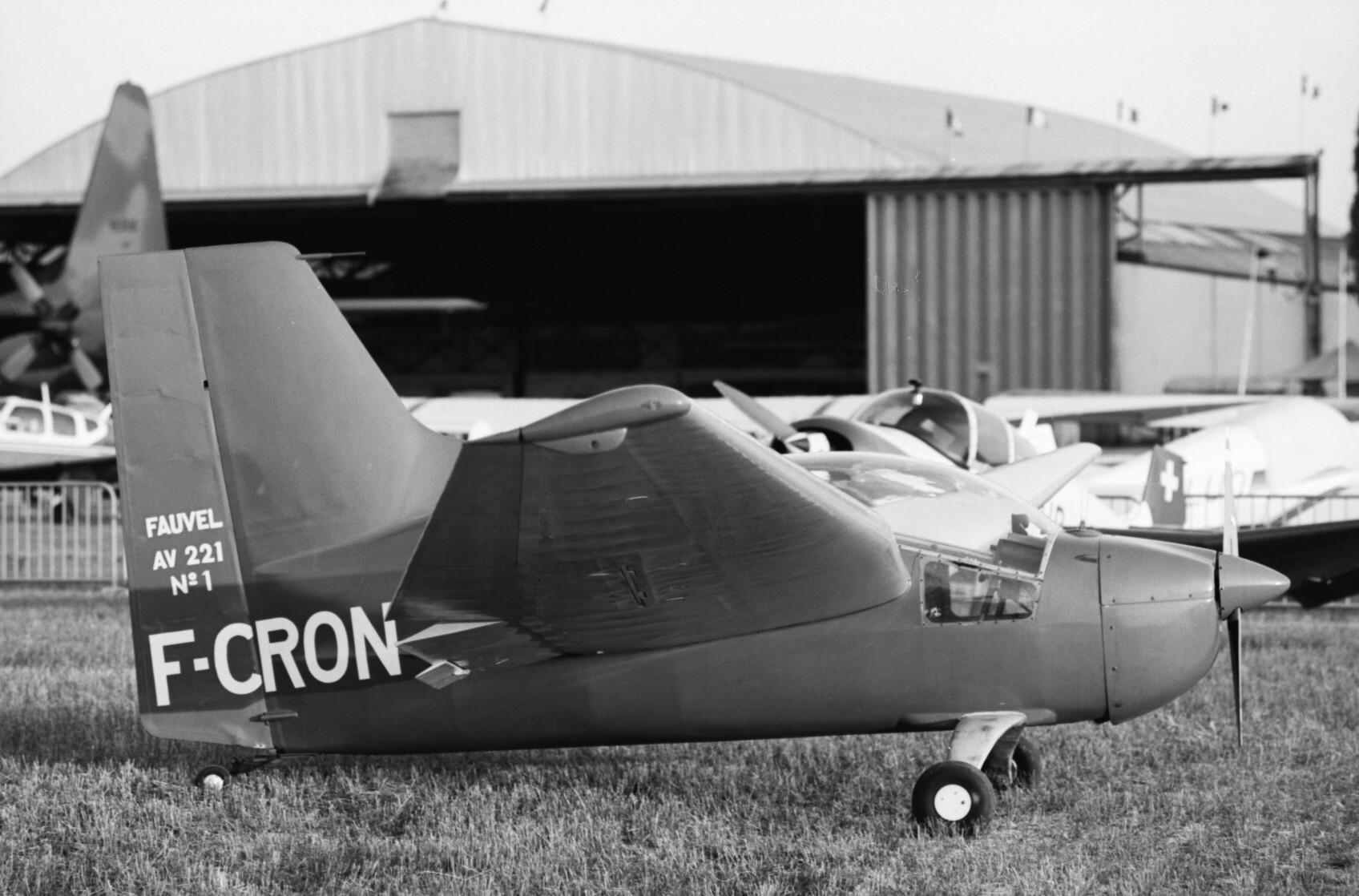
AV.221 mit Zweibeinfahrwerk

Angesichts der guten Flugeigenschaften lag es nahe, das Flugzeug als Motorsegler weiterzuentwickeln. Es wurde ein neuer Rumpf konstruiert, in dem beide Insassen nebeneinander Platz fanden. Der Antrieb erfolgte durch einen Rectimo 4 AR 1200 mit 40 PS. Der Erstflug erfolgte am 8. April 1965. Die AV.221 blieb ein Einzelstück.
Bei der AV.222 wurde versucht, den Aufbau für den Amateurbau zu vereinfachen. Die AV.222 hat wie die Scheibe SF 25 ein Zentralrad und ein lenkbares Spornrad, unter der Tragfläche waren Stützrädchen angebracht. Die genaue Anzahl an fertig gebauten AV.222 ist nicht bekannt. Es wurden verschiedene Motoren eingebaut.

## Technische Daten AV.22 / AV.222
| Kenngröße                                   | Daten AV.22 | Daten AV.222 |
| ------------------------------------------- | ----------- | ------------ |
| Besatzung                                   | 2           | 2            |
| Länge                                       | 5,07 m      | 5,22 m       |
| Spannweite                                  | 15,2 m      | 16,4 m       |
| Flügelfläche                                | 21,75 m²    | 23,05 m²     |
| Gleitzahl                                   | 26          |              |
| Geringstes Sinken                           | 0,84 m/s    |              |
| Leermasse                                   | 220 kg      | 350 kg       |
| Startmasse                                  |             | 550 kg       |
| Flächenbelastung                            | 20,4 kg/m²  | 24 kg/m²     |
| Höchstzul. Geschwindigkeit bei ruhiger Luft | 170 km/h    | 170 km/h     |
| Höchstzul. Geschwindigkeit bei böiger Luft  | 150 km/h    | 150 km/h     |
| Überziehgeschwindigkeit                     | 58 km/h     | 74 km/h      |

## Sonstiges

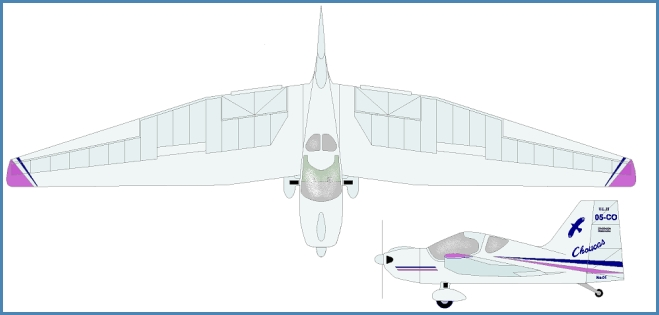
Noin Choucas

1996 brachte die Firma Alpaero den Ultraleicht-Motorsegler „Choucas“ des Konstrukteurs Claude Noin als Bausatz-Flugzeug heraus. Die Auslegung entspricht der einer verkleinerten AV.222. Die zweisitzige Maschine hat eine Länge von 5,35 m und eine Spannweite von 14,35 m die wahlweise auf 15 m erhöht werden kann. Das Flügelprofil ist das Fauvel F2 mit 17 % Dicke und der Motor ein Rotax 503. Inzwischen wurden etwa 14 Bausätze der „Choucas“ ausgeliefert, 12 davon fliegen bereits.